# Olympische Sommerspiele 1988/Teilnehmer (Guatemala)
| Gelbes Symbol für Goldmedaillen mit stilisierten Olympischen Ringen | Graues Symbol für Silbermedaillen mit stilisierten Olympischen Ringen | Braundes Symbol für Bronzemedaillen mit stilisierten Olympischen Ringen |
| ------------------------------------------------------------------- | --------------------------------------------------------------------- | ----------------------------------------------------------------------- |
| —                                                                   | —                                                                     | —                                                                       |

Guatemala nahm an den Olympischen Sommerspielen 1988 in Seoul, Südkorea, mit einer Delegation von 28 Sportlern (25 Männer und drei Frauen) teil.

## Teilnehmer nach Sportarten

### Boxen
- Giovanni Pérez
Bantamgewicht: 17. Platz

### Fußball
- Herrenteam
13. Platz

- Kader
Jaime Batres
Carlos Castañeda
Juan Manuel Dávila
Norman Delva
Juan Manuel Fuñes
David Gardiner
Edgar Jérez
Luis Rodolfo López Meneses
Rocael Mazariegos
Víctor Hugo Monzón
Alejandro Ortíz
Adán Paniagua
Byron Pérez
Ricardo Piccinini
Julio Alberto Rodas
Kevin Sandoval
Allan Wellman

### Leichtathletik
- María del Pilar
Frauen, Marathon: 53. Platz

### Radsport
- Andrés Torres
Straßenrennen, Einzel: 84. Platz
100 Kilometer Mannschaftszeitfahren: 26. Platz

- Óscar Aquino
Straßenrennen, Einzel: 86. Platz
100 Kilometer Mannschaftszeitfahren: 26. Platz

- Víctor Lechuga
Straßenrennen, Einzel: 100. Platz
100 Kilometer Mannschaftszeitfahren: 26. Platz

- Julio Illescas
100 Kilometer Mannschaftszeitfahren: 26. Platz

- Max Leiva
1000 Meter Einzelzeitfahren: 23. Platz

### Ringen
- Edvin Eduardo Vázquez
Fliegengewicht, griechisch-römisch: Gruppenphase
Fliegengewicht, Freistil: Gruppenphase

### Schießen
- Carlos Silva
Kleinkaliber, laufende Scheibe: 23. Platz

### Schwimmen
- Blanca Morales
Frauen, 100 Meter Schmetterling: 28. Platz
Frauen, 200 Meter Schmetterling: 21. Platz

### Turnen
- María Flores-Wurmser
Frauen, Einzelmehrkampf: 76. Platz in der Qualifikation
Frauen, Bodenturnen: 76. Platz in der Qualifikation
Frauen, Pferdsprung: 60. Platz in der Qualifikation
Frauen, Schwebebalken: 66. Platz in der Qualifikation
Frauen, Stufenbarren: 79. Platz in der Qualifikation